# Armand Landrin
Pour les articles homonymes, voir Landrin.
Armand Landrin (27 mai 1844 à Versailles - 29 juin 1912 à Beurlay) est un anthropologue français.

## Biographie
Géologue de formation intéressé par l’ethnologie, Landrin a été aide-naturaliste au muséum national d'histoire naturelle puis conservateur du musée d'ethnographie du Trocadéro, dont il créa la salle française en 1884. Proche de Jules Ferry, partisan de l’éducation populaire et patriote, il fut aussi auteur scientifique et rédacteur d’articles politiques.
Délégué du ministère de l’Instruction durant l’exposition internationale de 1878, il aida à organiser l’exposition temporaire des missions scientifiques qui deviendrait le Musée d’Ethnographie, et fut chargé de l’acquisition de collections auprès des commissaires d’exposition. Devenu conservateur du musée, il s’attacha à enrichir les collections à travers des missions dont il se chargea, des achats et des donations, travaillant de concert avec des correspondants et des membres des sociétés des traditions populaires, de géographie et d’anthropologie de Paris. La collection photographique française Vues et costumes de France (710 photos), dont avait hérité le musée de l'Homme, fut certainement constituée à son instigation. Selon les concepts de l’époque qui ne connaissait pas l’ethnologie comme science à part entière, le recueil des documents ethnographiques était confié à toute personne de bonne volonté - le plus souvent des amateurs - et se faisait souvent dans un certain désordre dû au sentiment d’urgence devant l’évolution des terroirs et le retard français en matière d’ethnologie nationale. Il proposa, pour améliorer la situation, la création d’une école des missions, mais ce projet ne fut pas accepté par le ministère. En 1889, à l’occasion de l’exposition universelle, il proposa la création d’un musée des provinces de France qui donnerait son autonomie à l’ethnographie française, tout en réalisant une mission éducative et patriotique en montrant l’union des différentes régions en une seule nation. 
Il fut membre de la société d'anthropologie de Paris et de la Société de géographie. Il était le fils d'Armand Pierre Landrin.

## Publications partielles
- « Instructions sommaires relatives aux collections ethnographiques à recueillir dans les pays civilisés et essai de classification », Matériaux pour l’histoire naturelle et primitive de l’Homme, 3e série, t. V, Paris, 1888b p. 250-259
- « Les Musées d’ethnographie », La revue des traditions populaires, t. III, no 5, mai 1888, p. 241-246
- « Instructions sommaires relatives aux collections provinciales d’objets ethnographiques », La tradition en Poitou et en Charente, avec Paul Sébillot, Paris, 1896, p. 465-475.
- Les Plages de la France (1866) ; Les Monstres marins (1867) ; Les Inondations pour La Bibliothèque des merveilles, Hachette, 1880.
- Nombreux articles dans des revues et journaux, en particulier L'Avenir national, Le National, Le Siècle, Le XIXe siècle, Le Figaro.